# Tårlärka
Tårlärka (Spizocorys sclateri) är en fågel i familjen lärkor inom ordningen tättingar.

## Utseende och läte
Tårlärkan är en medelstor och kompakt lärka med stor huvud och en tjock ljus näbb som verkar lite uppåtböjd. Fjäderdräkten är beigebrun, framför allt på undersdan. Under ögat syns ett mörkt streck med en karakteristisk tårformad teckning. Bland lätena hörs enkla tjirpanden som avges både i flytken och på marken.

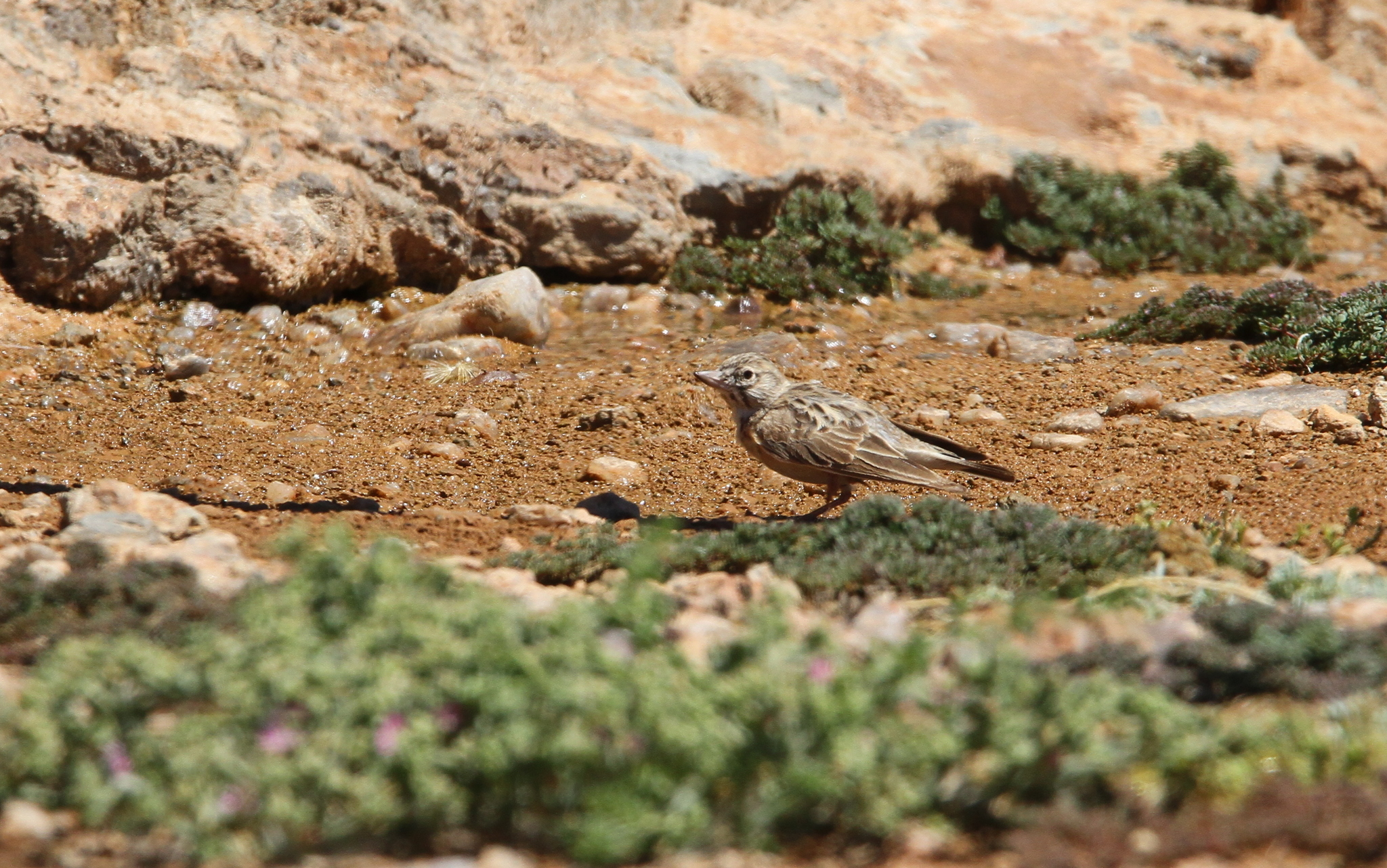

## Utbredning och systematik
Fågeln förekommer i öknar i södra Namibia och Kapprovinsen. Den behandlas som monotypisk, det vill säga att den inte delas in i några underarter. Genetiska studier visar att den är systerart till obbialärkan. Tillsammans står de sedan utseendemässigt avvikande kortstjärtad lärka närmast.

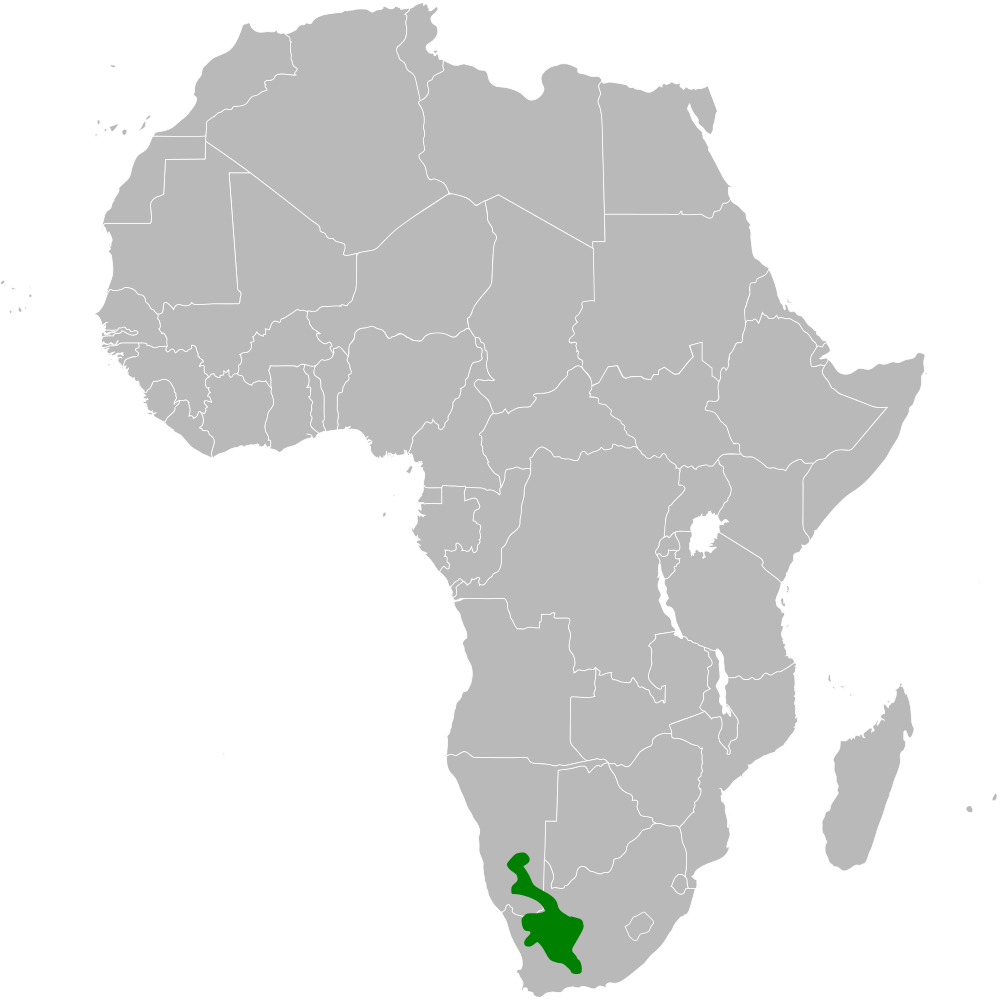
Tårlärkans utbredningsområde.

## Levnadssätt
Tårlärkan bebor öde steniga slätter med spridda buskar och ibland gräs. Där vänder den på stenar i jakt på föda och tar frön från grästuvor. Arten syns oftast när den besöker vattenhål under dagen när hettan är som störst.

## Status
Internationella naturvårdsunionen IUCN kategoriserar arten som nära hotad baserat på antagande att beståndet är relativt litet. Populationsutvecklingen är okänd.

## Namn
Fågelns vetenskapliga namn hedrar den engelske ornitologen William Lutley Sclater (1863-1944). Tidigare kallades den sclaterlärka även på svenska, men justerades 2023 till ett enklare och mer informativt namn av BirdLife Sveriges taxonomikommitté.